# Clos du Doubs
Clos du Doubs é uma comuna da Suíça, situada no distrito de Porrentruy, no cantão de Jura. Tem 61,86 km² de área e sua população em 2018 foi estimada em 1.286 habitantes.